# Ayad Al-Ani

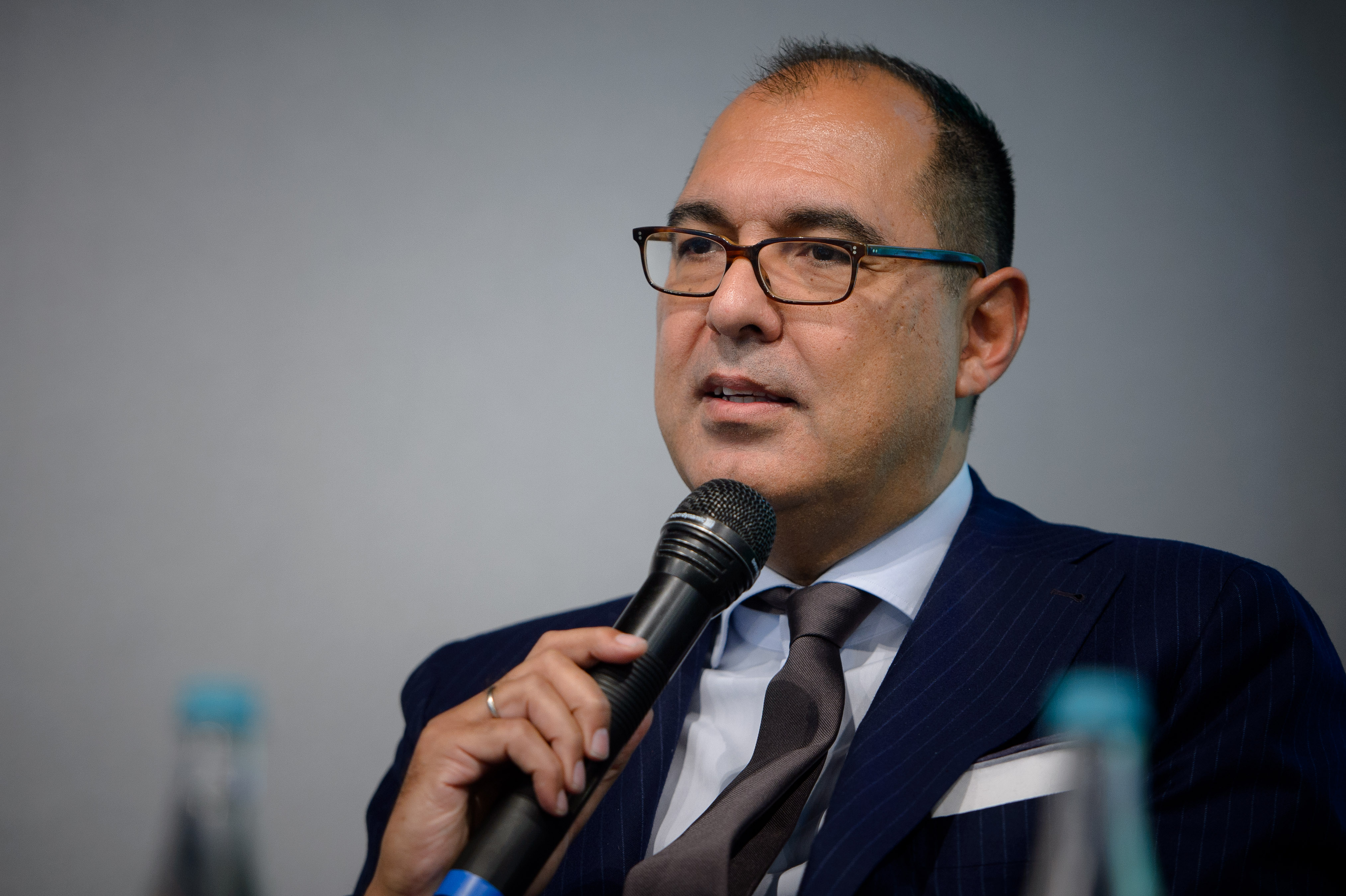
Ayad Al-Ani

Ayad Al-Ani (arabisch أياد العاني, DMG Ayād al-ʿĀnī; * 1964) ist ein deutsch-irakischer Wirtschaftswissenschaftler, Politologe, Manager und Experte für Change Management, Organisationstheorie, sowie Digitalisierung und deren Folgen für die Ökonomien.

## Werdegang
Al-Ani verbrachte seine Kindheit und Jugend als Sohn eines irakischen Vaters und einer deutschen Mutter in Bagdad und Wien, wo sein Vater als Diplomat der irakischen Vertretung bei der OPEC tätig war. Dem Namen nach stammen die Vorfahren des irakischen Familienzweiges aus der historischen Stadt Ana in der irakischen Provinz Anbar.
Al-Ani studierte Wirtschaftswissenschaften und Politikwissenschaft in Wien und erlangte in beiden Fächern einen Doktorgrad.
Zwischen 1995 und 2009 war Al-Ani für die Managementberatung Accenture tätig, zuletzt als Partner und Executive Director in Wien.
Von 2009 bis 2012 war Al-Ani Rektor der deutsch-französischen Wirtschaftshochschule ESCP in Berlin. 
Al-Ani ist Lehrbeauftragter für Digitale Kultur an der Universität Basel und war von 2017 bis 2018 Gastprofessor an der Fernuniversität in Hagen. Er lehrt als außerordentlicher Professor u. a. an der südafrikanischen Universität Stellenbosch. Außerdem lehrte er an der Hertie School of Governance in Berlin.
Seit 2019 ist Al-Ani assoziiertes Mitglied am Einstein Center Digital Future und wirkt unter anderem an einem Forschungsprojekt über die Folgen der Digitalisierung für die Beschäftigung im Volkswagen-Konzern mit. Zuvor forschte Al-Ani am Humboldt Institut für Internet und Gesellschaft zum Thema „Crowd-Production im Unternehmen“ im Forschungsbereich Internetbasierte Innovation.
Zudem ist Al-Ani Mitgründer des Digital Arabia Network, einer Initiative zur Vernetzung von Start-up-Unternehmern und Fachleuten für Digitalisierung in der arabischen Welt.
Aufgrund seiner prognostischen Veröffentlichungen wird Al-Ani gelegentlich auch als "Zukunftsforscher" bezeichnet.
Er ist Mitgründer und Leiter der "MENA Digital School", einer Initiative zur Förderung junger Akteure der digitalen Transformation in den arabischen Staaten. Al-Ani gehört dem Vorstand der Deutsch-Arabischen Gesellschaft und dem Kuratorium der Denkfabrik Candid Foundation in Berlin an.

## Positionen

### Hierarchien und Organisation
Al-Ani sieht die derzeitige Phase der digitalen Transformationen als einen Wandel des Wirtschaftssystems. Er prognostiziert, dass in den kommenden 15–20 Jahren eine Vielzahl von parallelen Organisationsformen und -prinzipien in der Wirtschaft koexistieren werden. Er plädiert dabei für ein "vernetztes Arbeiten".
Al-Ani setzt sich kritisch mit hierarchischen Strukturen in der Organisation von Unternehmen auseinander und vertritt unter anderem die These, dass Hierarchien in Zukunft durch sogenannte Peer-to-Peer-Prozesse ersetzt werden könnten, also ein dezentrales, gleichberechtigtes System.
Al-Ani setzt sich auch mit dem Prinzip des Crowdworking auseinander. In einem Interview mit der linken Wochenzeitung Jungle World erklärte er 2019, Gewerkschaften könnten bei der Transformation der Arbeitsprozesse eine bedeutende Rolle spielen.

### Digitale Plattformen
In verschiedenen Beiträgen und öffentlichen Äußerungen warnte Al-Ani Deutschland und die anderen europäischen Staaten vor einer zunehmenden Polarisierung des wirtschaftlichen Einflusses zwischen China und den USA. Beide Länder würden durch Investitionen in Plattformen und Künstliche Intelligenz kaum noch einholbare Vorsprünge erzielen. Die bisherige Strategie der deutschen Bundesregierung zur Förderung von Forschung und digitalen Start-ups sei nicht ausreichend.
In einem Beitrag für den Wiener Standard, für den er in regelmäßigen Abständen Kolumnen verfasst, kritisierte Al-Ani nach der Wahl Donald J. Trumps zum US-Präsidenten die "Tribalisierung" des politischen Diskurses in den westlichen Industrienationen und interpretierte sie als ein Anzeichen für die abnehmende ordnungspolitische Bedeutung des Nationalstaates. Es seien, so Al-Ani, fortan "Technologiekonzerne, die global agieren und nun versuchen, unterschiedliche Communitys durch ihre Algorithmen zu integrieren, ohne dabei demokratischen Regeln zu folgen. Und hier werden wohl die Frontlinien der Zukunft verlaufen."
Mit Blick auf die arabische Welt warnt Al-Ani davor, dass diese zum Teil besonders stark vom Wandel der Produktionsprozesse im Niedriglohnsektor betroffen sein werde. Da die arabischen Staaten aber über einen großen gemeinsamen Sprachraum verfügten, ergäben sich auch Ansätze für eine gemeinsame, transnationale arabische Strategie zur Digitalisierung.

### Arabisch-europäische Geschichte
Zudem betreibt Al-Ani historische Studien, insbesondere zum Alten Orient und dem Verhältnis zwischen Europa und dem Nahen Osten. In einem 2014 erschienenen Buch mit dem Titel "Araber als Teil der hellenistisch-römischen und christlichen Welt" stellt er unter anderem die europäische und die arabische Geschichtsschreibung gegenüber und weist auf die Bedeutung arabischstämmiger Cäsaren und Senatoren für die Geschichte des Römischen Reiches hin. Außerdem fordert er einen stärkeren interdisziplinären und interkulturellen Austausch in der historischen Forschung und einen stärkeren Fokus auf die gemeinsame Geschichte der Kulturräume. Die Frankfurter Allgemeine Zeitung bewertete das Werk als ein "über weite Strecken überzeugendes Plädoyer" für diese Perspektive.